# 이치야나기 아야코
이치야나기 아야코(일본어: 一柳亜矢子, いちやなぎ あやこ, 1980년 10월 26일 일본 사이타마현 도코로자와시 ~ )는 일본의 언론인이며 NHK 소속의 여성 아나운서이다. 소속 방송국은 NHK 오사카 방송국이다.

## 생애
이치야나기 아야코(一柳亜矢子) 아나운서는 1980년 10월 26일 일본 사이타마현 도코로자와시에서 태어났다. 그녀는 도쿄도 도시마구 기카오츠카(北大塚)에 있는 사립학교인 주우몬지 중학교,주우몬지 고등학교를 졸업하고 신주쿠구에 있는 가쿠슈인 여자대학 국제문화교류학부를 졸업했다.

## 입사 및 경력
이치야나기(一柳) 아나운서는 2003년에 NHK에 입사를 했다. 입사동기로는 아오이 미노루, 하시모토 나오코, 아라이 히데카즈, 사토 카츠키, 시오다 신지, 모리타 요헤이 아나운서이다. 그녀는 첫 발령지인 NHK 아키타 방송국에서 아나운서 생활을 시작했다. 이 후 NHK 센다이 방송국에서 활동한 후 2008년 3월 조직개편에 따라 NHK 방송 센터 아나운서실로 옮겼다. 그러다가 2017년 3월 다시 조직개편에 따라 NHK 오사카 방송국으로 옮기면서 현재 활동하고 있다.

## 에피소드
- 그녀는 센다이 부임 이후부터 젊은 스포츠 아나운서로 활약하며 스포츠 관계의 전국 프로그램에도 많이 출연하는 한편에서는 『 잘 지내나요?일본 열도 』, 센다이국 『 부끄럽구 마사다요 』 등 정보 계열 프로그램 출연 경력도 있다.
- 2008년 3월 31일부터 2011년 4월 2일까지 NHK 종합 텔레비전 뉴스 워치 9에서 스포츠 코너를 담당했었고 2013년 8월19일부터 23일까지 수도권 네트워크에서 카타야마 치에코(片山千恵子) 아나운서의 여름 휴가로 대신 진행을 했었다.
- 이치야나기 아야코(一柳亞矢子) 아나운서는 서예 5단 경력을 갖고 있다.
- 그녀는 2011년 연말 프로 스포츠 트레이너와 결혼하는 것이 드러났고 동년 12월 4일에 결혼식과 피로연을 치렀다가 2013년에 이혼한 것이 이듬해 드러났다